# Flindersia bennettiana
Flindersia bennettii là một loài thực vật có hoa trong họ Cửu lý hương. Loài này được F.Muell. ex Benth. mô tả khoa học đầu tiên năm 1863.